# Cyclopecten ringnesia
Cyclopecten ringnesia is een tweekleppigensoort uit de familie van de Propeamussiidae. De wetenschappelijke naam van de soort is voor het eerst geldig gepubliceerd in 1924 door Dall.